# Two Complete Science-Adventure Books
Two Complete Science-Adventure Books (с англ. — «Две полные научно-приключенческие книги») — американский бульварный научно-фантастический журнал, выходивший в издательстве Fiction House в качестве дополнения к журналу Planet Stories. Всего было выпущено 11 номеров. В каждом выпуске публиковалось по два романа или повести. Первоначально предполагалось, что в журнале будут публиковаться только переиздания, но вскоре в нём появились и оригинальные произведения. Среди авторов журнала можно отметить Айзека Азимова, Роберта Хайнлайна, Артура Кларка, Пола Андерсона, Джона Браннера и Джеймса Блиша. Журнал был закрыт в 1954 году, почти в конце эры бульварных публикаций.

## История
Начало 1950 годов было важным периодом в истории публикаций научной фантастики в США. В начале 1949 года почти все основные научно-фантастические журналы выходили в формате, характерном для бульварных журналов; к концу 1955 года большинство из них либо закрылись, либо перешли на формат дайджестов. Несмотря на быстрое сокращение рынка бульварной литературы, в эти годы появилось несколько новых научно-фантастических журналов в бульварном формате. Planet Stories, научно-фантастический журнал, посвящённый межпланетным приключениям, был достаточно успешным, чтобы в конце 1950 года перейти с ежеквартального на двухмесячный график выпуска номеров. Издательство Fiction House решило выпустить сопутствующий журнал, более ориентированный на растущую аудиторию читателей книг карманного формата. Этим журналом стал Two Complete Science-Adventure Books; первый выпуск был датирован зимой 1950 года, новые номера регулярно появлялись три раза в год. Малкольм Рейсс, курировавший несколько журналов и комиксов Fiction House, участвовал в редактировании Two Complete Science-Adventure Books на протяжении всего периода выпуска журнала, кроме первых трёх номеров. Главным редактором нового журнала стал Джером Биксби, который в то время редактировал и Planet Stories. В 1951 году Биксби перешёл на работу в Standard Publications. После его ухода и до 1953 года, когда на должность редактора была нанята Кэтрин Даффрон, вся ответственность за подготовку выпусков лежала на Рейссе. Даффрон стала редактором последних двух выпусков. В том же году Fiction House попробовало запустить ещё один сопутствующий журнал, Tops in Science Fiction, но он просуществовал всего два выпуска. Two Complete Science-Adventure Books пережил Tops in Science Fiction лишь на несколько месяцев: его закрыли в 1954 году на фоне общего коллапса рынка бульварной литературы. Последним стал весенний номер 1954 года; на следующий год закрылся и журнал Planet Stories.
Номер Two Complete Science-Adventure Books обычно содержал около 80 000 слов, что было заметно больше, чем у большинства конкурентов, обычно содержавших от 45 000 до 75 000 слов в номере. За публикацию оригинального произведения издательство Fiction House платило автору 300 долларов.

## Содержание
Первоначально журнал задумывался для повторной публикации романов. Название и формат напоминали о журнале Two Complete Detective Books Magazine, который также издавался Fiction House в 1930 годах. В первом номере были опубликованы «Камешек в небе» Айзека Азимова и «Цареубийца» Рона Хаббарда. В обоих случаях это было переиздание: «Камешек в небе» впервые был опубликован издательством Doubleday ранее в том же году, а «Цареубийца» появился в одноимённом сборнике рассказов Хаббарда, опубликованном Fantasy Publishing Company, Inc. в 1949 году. В последующих выпусках издательство отказалось от практики переиздания двух романов, и на какое-то время в каждом выпуске выходило одно оригинальное произведение и одно переиздание. В некоторых из поздних выпусков оба публикуемых произведения были оригинальными.
Хотя среди авторов журнала были такие известные писатели, как Джеймс Блиш и Пол Андерсон, большая часть материала (в особенности впервые публикуемые произведения), по словам историка Джозефа Марчесани, была «производной космической оперой». Некоторые произведения были впервые опубликованы именно в Two Complete Science-Adventure Books, например, ранняя работа Джона Браннера «Распутница с Аргуса», «Искатель сфинкса» Артура Кларка, «Меч Ксоты» и «Саргассо затерянных городов» Джеймса Блиша, «Кольцо тритона» Лайона Спрэг де Кампа. Среди повторно опубликованных работ можно отметить «Машину времени» Герберта Уэллса, «Там, за гранью» Роберта Хайнлайна (под псевдонимом Ансон Макдональд), «Гуманоиды» Джека Уильямсона.
Биксби, в отличие от Рейсс и Даффрон, размещал в редактируемых выпусках колонку для писем читателей; никто из троих не писал колонок редактора.
В таблице ниже показано, какие произведения публиковались в каждом из номеров журнала.
| Номер                | Название                                                | Автор                  | Первая публикация? | Комментарий |
| -------------------- | ------------------------------------------------------- | ---------------------- | ------------------ | --- |
| 1 (зима 1950 года)   | «Камешек в небе» (Pebble in the Sky)                    | Айзек Азимов           | Нет                | Роман был издан в том же году издательством Doubleday. |
| 1 (зима 1950 года)   | «Цареубийца» (The Kingslayer)                           | Рон Хаббард            | Нет                | Впервые опубликовано в 1949 году издательством Fantasy Publishing Company в сборнике рассказов Хаббарда The Kingslayer. |
| 2 (весна 1951 года)  | «Звёздные короли» (The Star Kings)                      | Эдмонд Гамильтон       | Нет                | Впервые опубликовано в сентябрьском номере Amazing Stories 1947 года, в книжном формате — издательством Frederick Fell в 1949 году. |
| 2 (весна 1951 года)  | «Искатель сфинкса» (Seeker of the Sphinx)               | Артур Кларк            | Да                 | Впервые опубликовано в книжном формате в 1952 году издательством Frederick Fell в сборнике Year's Best Science Fiction Novels: 1952, редакторы: Эверетт Франклин Блейлер и Тадеус Юджин Дикти. Впоследствии опубликовано под названием «Дорога к морю» (The Road to the Sea). |
| 3 (лето 1951 года)   | «Меч Ксоты» (The Sword of Xota)                         | Джеймс Блиш            | Да                 | Впервые опубликовано в книжном формате в 1953 году в серии Galaxy Science Fiction Novels под названием «Воины дня» (The Warriors of Day). |
| 3 (лето 1951 года)   | «Цитадель в космосе» (The Citadel in Space)             | Нил Джонс              | Да                 | |
| 4 (зима 1951 года)   | «Машина времени» (The Time Machine)                     | Герберт Уэллс          | Нет                | Впервые опубликовано в 1895 году издательством Henry Holt and Company. |
| 4 (зима 1951 года)   | «Кольцо тритона» (The Tritonian Ring)                   | Лайон Спрэг де Камп    | Да                 | Впервые опубликовано в книжном формате издательством Twayne Publishers в 1953 году. |
| 5 (весна 1952 года)  | «Гуманоиды» (The Humanoids)                             | Джек Уильямсон         | Нет                | Часть серии Уильямсона «Гуманоиды» первым произведением которой стало «Опустив руки…» (With Folded Hands…), опубликованное в июльском выпуске журнала Astounding Science Fiction за 1947 год. Продолжение «…и ищущий разум» (…And Searching Mind) выходило с марта по май 1948 года в журнале Astounding, а затем было опубликовано в виде книги «Гуманоиды» издательством Simon & Schuster в 1949 году. Лишь после этого произведение попало в журнал Two Complete Science-Adventure Books. |
| 5 (весна 1952 года)  | «Изгои Венеры» (The Outcasts of Venus)                  | Анаксимандр Пауэлл     | Да                 | Анаксимандр Пауэлл — псевдоним поэта Хаима Плютзика (Hyam Plutzik), написавшего это произведение примерно в 1936—1937 году. |
| 6 (лето 1952 года)   | «Круктары приближаются» (The Cructars are Coming)       | Пол Лоуренс Пейн       | Да                 | |
| 6 (лето 1952 года)   | «Миньоны Луны» (Minions of the Moon)                    | Вильям Грей Байер      | Нет                | Впервые опубликовано в журнале Argosy в трёх выпусках с 22 апреля по 6 мая 1939 года. Впервые опубликовано в книжном формате издательством Gnome Press в 1950 году. |
| 7 (зима 1952 года)   | Там, за гранью» (Beyond this Horizon)                   | Ансон Макдональд       | Нет                | Написано Робертом Хайнлайном под псевдонимом. Впервые опубликовано в апрельском и майском выпусках 1942 года Astounding Science Fiction под псевдонимом Макдональд. В книжном формате — издательством Fantasy Press в 1948 году под настоящим именем. |
| 7 (зима 1952 года)   | «Магелланика» (The Magellanics)                         | Альфред Коппель        | Да                 | |
| 8 (весна 1953 года)  | «Саргассо затерянных городов» (Sargasso of Lost Cities) | Джеймс Блиш            | Да                 | Часть серии «Города в полёте». Произведение вошло в состав третьей книги серии — «Землянин, вернись домой» (Earthman Come Home), которая впервые вышла отдельно в издательстве G.P. Putnam's Sons в 1955 году. |
| 8 (весна 1953 года)  | «Выживший на Марсе» (Survivor of Mars)                  | Варго Стэттен          | Нет                | Ранняя версия была опубликована в журнале Astounding Science Fiction в январе 1938 года под именем Джона Рассела Фирна («Варго Стэттен» — псевдоним). В книжном формате — издательством Scion в 1950 году. |
| 9 (лето 1953 года)   | «Распутница с Аргуса» (The Wanton of Argus)             | Килиан Хьюстон Браннер | Да                 | Автор Джон Браннер подписался одним из вариантов своего имени. Это первый роман Браннера, который он признал. Впервые опубликован издательством Ace Books в 1963 году в составе его сборника Ace Double под названием «Жонглёр пространства-времени» (The Space-Time Juggler), вторым произведением там было «Астронавтам приземляться запрещено» (The Astronauts Must Not Land) того же автора.                                                                                             |
| 9 (лето 1953 года)   | «Миссия на Мараки» (Mission to Marakee)                 | Брайан Берри           | Нет                | Впервые опубликовано в журнале Authentic Science Fiction в августовском номере 1952 года под названием «Последствия» (Aftermath). Никогда не публиковалось в книжном формате на английском языке, но вышло на немецком языке в издательстве Bewin-Verlag в 1955 году под названием «Побег в космос» (нем. Flucht ins Weltall). |
| 10 (зима 1953 года)  | «Тихая победа» (Silent Victory)                         | Пол Андерсон           | Да                 | Впервые опубликовано в книжном формате издательством NESFA Press в 2014 году в составе сборника A Bicycle Built for Brew. |
| 10 (зима 1953 года)  | «Бал в небесах» (Ballroom of the Skies)                 | Джон Данн Макдональд   | Нет                | Впервые опубликовано в 1952 году издательством Greenberg. |
| 11 (весна 1954 года) | «Томбот!» (Tombot!)                                     | Дон Вилкокс            | Да                 | |
| 11 (весна 1954 года) | «Мир в плену» (World Held Captive)                      | Брайан Берри           | Нет                | Впервые опубликовано в 1952 году издательством Hamilton под названием «Рождённый в неволе» (Born in Captivity). |

## Библиографические данные
| 1950 |      |     |  | 1/1  |
| 1951 | 1/2  | 1/3 |  | 1/4  |
| 1952 | 1/5  | 1/6 |  | 1/7  |
| 1953 | 1/8  | 1/9 |  | 1/10 |
| 1954 | 1/11 |     |  |      |
| Выпуски Two Complete Science-Adventure Books по томам/номерам. Цветом обозначен главный редактор: Джером Биксби (голубой), Малкольм Рейсс (жёлтый) и Кэтрин Даффрон (оранжевый) |      |     |  |      |

Для первых трёх выпусков Two Complete Science-Adventure Books основную редакторскую работу выполнял Джером Биксби, затем для следующих шести выпусков его сменил Малкольм Рейсс, главным редактором последних двух выпусков была Кэтрин Даффрон. Рейсс также участвовал в редактировании журнала на протяжении всего периода выпуска.
Номера выходили регулярно и датировались весной, летом или зимой соответствующего года. Two Complete Science-Adventure Books печатался в формате, характерном для бульварных журналов, каждый выпуск стоил по 25 центов. Первые три выпуска имели объём 144 страницы, зимний выпуск 1951 года был уменьшен до 128 страниц, весенний выпуск 1952 года — до 112 страниц; объём следующих четырёх выпусков составил 96 страниц. Последние два выпуска имели объём 128 страниц. Издатель был указан как Wings Publishing Co., в качестве места издания первых шести номеров был указан Нью-Йорк, последних пяти — Стэмфорд, штат Коннектикут.

## Комментарии
1. ↑  Типичный книгоиздатель того времени заплатил бы больше — возможно, от 500 до 1000 долларов. Однако роман, напечатанный только в журнале, часто можно было снова продать как книгу[10].
2. ↑  Wings входило в состав издательства Fiction House, которое выпускало Planet Stories[34].